# هوای شیا
هوای شیا(چینی:槐) یا فِن(芬) هشتمین فرمانروای اسطوره‌ای دودمان شیا در چین بود، بر اساس اسطوره او ۴۴ سال فرمان راند. او در سال ووزی(戊子) به تخت برنشست. او آفریننده شعر و موسیقی هوانتو است.